# Часта
Часта (слч. Častá) насељено је мјесто са административним статусом сеоске општине (слч. obec) у округу Пезинок, у Братиславском крају, Словачка Република.

## Становништво
| Година:    | 1994. | 2004.   | 2014.   | 2024.   |
| ---------- | ----- | ------- | ------- | ------- |
| Број људи: | 1948  | 2094    | 2212    | 2419    |
| Разлика:   |       | +7,49 % | +5,63 % | +9,35 % |

| Година:    | 2023. | 2024.   |
| ---------- | ----- | ------- |
| Број људи: | 2396  | 2419    |
| Разлика:   |       | +0,95 % |

Према подацима о броју становника из 2011. године насеље је имало 2.163 становника.